# Barbara Hannigan
Barbara Hannigan (ur. 8 maja 1971 w Waverley, Nowa Szkocja) – kanadyjska sopranistka i dyrygentka.

## Życiorys
Urodziła się i wychowała w Waverley, na przedmieściach Halifaksu w Nowej Szkocji, tam też otrzymała podstawową edukację muzyczną w zakresie gry na fortepianie i oboju oraz śpiewu wokalnego i chóralnego. W wieku 17 lat rozpoczęła studia muzyczne na Uniwersytecie w Toronto pod kierunkiem Mary Morrison, uzyskując w 1993 tytuł Bachelor of Music, a pięć lat później Master of Music. Następnie kontynuowała studia w Banff Centre for the Arts, gdzie ściśle współpracowała z aktorem i reżyserem Richardem Armstrongiem. Przez rok studiowała także u Meinarda Kraaka w Królewskim Konserwatorium w Hadze, a następnie pobierała prywatne lekcje śpiewu u Neila Semera w Nowym Jorku.
Regularnie jest zapraszana do prowadzenia kursów mistrzowskich w Juilliard School, podczas Festiwalu w Lucernie, w Institute for the Living Voice, IRCAM, londyńskim National Opera Studio, Curtis Institute of Music i innych.
Mieszka na stałe w Paryżu.

## Kariera
Jest gorącą orędowniczką muzyki współczesnej. Ma na swoim koncie ponad 80 prapremierowych wykonań utworów kompozytorów XX wieku, takich jak György Ligeti, Henri Dutilleux, Karlheinz Stockhausen, Pierre Boulez, Hans Abrahamsen, Salvatore Sciarrino, George Benjamin i wielu innych.
Już na wczesnym etapie swojej kariery zrealizowała dwie produkcje z zespołem tanecznym Sashy Waltz oraz uczestniczyła w multidyscyplinarnym przedstawieniu improwizowanym.
Najbardziej jest znana z wykonania Mysteries of the Macabre na sopran i orkiestrę, utworu będącego koncertową wersją sceny z opery Le Grand Macabre György'a Ligetiego. Od 2011 Hannigan wykonuje tę niezwykle trudną, trzyczęściową partię solową, równocześnie dyrygując orkiestrą .
Wśród jej innych wybitnych kreacji wymienić należy Lulu Berga w reżyserii Krzysztofa Warlikowskiego ,  Marie w Zimmermannowskich Die Soldaten w reżyserii Andreas Kriegenberg i pod dyrekcją Kiriłła Pietrienko  oraz Ofelię w cyklu pieśni Let me tell you Hansa Abrahamsena wg noweli Paula Griffithsa .
Jako śpiewaczka współpracowała z takimi wybitnymi dyrygentami, jak Simon Rattle, Andris Nelsons, Kent Nagano, Esa-Pekka Salonen, Reinbert de Leeuw, Pierre Boulez, Yannick Nézet-Séguin, Antonio Pappano, Władimir Jurowski i wieloma innymi.
Jako dyrygentka kierowała słynnymi orkiestrami symfonicznymi, m.in. monachijską, londyńską, duńską, Cleveland, Toronto, Göteborga (była tam pierwszą dyrygentką gościnną) oraz orkiestrą filharmonii helsińskiej, radia duńskiego, szwedzkiego i francuskiego, a także mniejszymi zespołami, jak London Sinfonietta, Mahler Chamber Orchestra, Orchestra dell'Accademia Nazionale di Santa Cecilia.

## Nagrody i odznaczenia
- 2025 Polar Music Prize[7]
- 2020 Nagroda Fundacji Muzycznej Léonie Sonning
- 2018 Nagroda Grammy – Best Classical Solo Vocal album Crazy Girl Crazy (Alpha Classics, 2017)
- 2018 Opus Klassik – Best Solo Vocal Performance
- 2018 Klara award – Best International Classical album
- 2018 Nagroda Juno – Classical Album of the Year
- 2018 Preis der Deutschen Schallplattenkritik – Ehrenpreise
- 2018 Schockprisen – Pristagare i musik
- 2015 Der Faust – Sängerdarstellerin/Sängerdarsteller Musiktheater
- 2013 Opernwelt – Sänger des Jahres
- 2012 Syndicat de la Presse Francaise – Personnalité musicale de l'année

W 2016 została odznaczona Orderem Kanady.